# Ролла, Доменико
Доменико Ролла (итал. Domenico Rolla; 19 января 1908 — 1954) — итальянский партизан-антифашист, участник гражданской войны в Испании, антифашистской партизанской войны в Абиссинии и итальянского Движения сопротивления.

## Биография
Механик, член коммунистической подпольной организации. В 1931 году вынужден бежать во Францию.
В 1936 году участвовал в гражданской войне в Испании. В составе центурии «Гастон Соцци» воевал под Пелайосом и Сенисьентосом, затем сержантом батальона Гарибальди на мадридском фронте. В апреле 1937 года ранен при Каса дель Кампо. Выздоровев, воевал на фронте Эбро в звании лейтенанта под именем «Бруно».
После войны вернулся во Францию в феврале 1939 года, интернирован. В лагерях Сен-Сиприен и Гюрс был членом руководства партийной организации.
По приказу партии бежал, чтобы вместе с Илио Баронтини и Антоном Укмаром поддержать эфиопское Сопротивление. Вместе с ними занимался обучением и организацией повстанцев, изданием газеты «Голос из Абиссинии». В 1940 году через Судан вернулся в Париж, где был повторно интернирован в лагерь Верне.
После немецкой оккупации Франции передан итальянской полиции, в заключении до падения Муссолини.
Принял участие в войне за освобождение Италии в качестве политкомиссара Сопротивления Абруццо под псевдонимом «Карло».
После войны продолжил политическую деятельность, возглавляя коммунистическую федерацию Витербо.